# Suttung (måne)
Suttung er en af planeten Saturns måner: Den blev opdaget den 23. september 2000 af John J. Kavelaars og
Brett J. Gladman, og fik lige efter opdagelsen den midlertidige betegnelse S/1981 S 12. Senere har den Internationale Astronomiske Union vedtaget at opkalde den efter jætten Suttung fra den nordiske mytologi. Månen Suttung kendes desuden også under betegnelsen Saturn XXIII.
Suttung har en for Saturn-måner relativt høj massefylde, og man formoder at den består af en blanding af vand-is og klippemateriale. Månens overflade er temmelig mørk, og tilbagekaster blot 6 % af den mængde lys der falder på den. Det er muligt at Suttung består af materiale der er slået løs fra Phoebe ved meteorit-nedslag.
| Astronomi | Spire Denne artikel om astronomi er en spire som bør udbygges. Du er velkommen til at hjælpe Wikipedia ved at udvide den. |